# Ламберто Діні
Ламберто Діні (італ. Lamberto Dini; нар. 1 березня 1931, Флоренція, Італія) — італійський економіст і політик, голова Ради Міністрів Італії в 1995–1996.

## Біографія
Отримавши економічну освіту у Флоренції, Діні в 1959 почав роботу в Міжнародному валютному фонді, де в 1976–1979 обіймав посаду виконавчого директора з Італії, Греції, Португалії і Мальті. Перейшовши в 1979 в Банк Італії, він в 1993 розглядався на посаду його директора після переходу Карло Адзеліо Чампі на пост голови уряду, але був відкинутий на користь Антоніо Фаціо в тому числі через думки Чампі. У травні 1994 Діні, пішовши з банку, зайняв пост міністра фінансів в уряді Сільвіо Берлусконі. Проте вже через сім місяців через розбіжності з лідером Ліги Півночі Умберто Боссі уряд пішов у відставку, і Діні був запрошений сформувати новий уряд. Отримавши підтримку всіх лівих партій, крім Партії комуністичного відродження і Ліги Півночі, Діні втратив підтримку правих і в підсумку сформував технічний уряд, що проіснував до нових виборів в 1996.
Сформувавши партію Італійське оновлення, Діні був обраний до Палати депутатів, взяв участь в лівій коаліції «Олива» і увійшов в уряд Романо Проді як міністр закордонних справ, займаючи цей пост до 2001. У 2001 Діні був обраний до Сенату і входив потім до складу Конвенції з вироблення Європейської конституції. У 2007 він утворив нову ліберальну партію Ліберальні демократи, ставши її головою, підтримав вотум недовіри в Сенаті уряду Проді в 2008 і вступив до коаліції Берлусконі «Народ свободи».